# Eremburga del Maine
Eremburga di la Flèche, o di Baugency, in francese Erembourg de Beaugency ou Erembourg de la Flèche (1096 circa – 1126), fu contessa del Maine dal 1110 alla sua morte. Della casa di Baugency, la nonna paterna era discendente dalla famiglia degli Ugonidi o seconda casa del Maine.

## Origine
Figlia unica del conte del Maine, Elia I e di Matilde,  signora di Château-du-Loir, figlia di Gervaso, signore di Château-du-Loir, come riporta, nella sua Historia Ecclesiastica, Pars II, Liber IV, il monaco e storico medievale, Orderico Vitale.
Elia I era il figlio secondogenito di Giovanni di Baugency ( † 1097), signore di la Flèche, e di Paola del Maine, come riporta Orderico Vitale (Helias, Johannis et Paulæ filius, Hugonis Cenomannorum consulis consobrinus). Paola era la figlia femmina terzogenita del conte del Maine, Eriberto I detto Evigilans canis (Cane Sveglio) (come risulta dall'Historia Ecclesiastica, Pars III, Liber VIII sempre di Orderico Vitale, in cui, viene detto che la madre di Elia, che non viene nominata, era figlia di Eriberto (filia Herberti)) e della moglie, di cui non si conosce né il nome né la casata.

## Biografia
Nel 1106, dopo che il re d'Inghilterra, Enrico I Beauclerc, dopo averlo incarcerato, aveva tolto il ducato di Normandia al proprio fratello maggiore Roberto, quest'ultimo cominciava a insidiare la contea del Maine. Allora Enrico I spinse suo padre, il conte Elia, ad avvicinarsi sempre più alla casa d'Angiò e accordò con il conte d'Angiò, Folco IV "il Rissoso", il fidanzamento della propria figlia Eremburga con l'erede della contea d'Angiò, prima Goffredo IV Martello, e, dopo la morte di quest'ultimo in quello stesso 1106, Folco il Giovane.
Elia I tenne la contea, per altri dieci anni, sino alla sua morte; si spense nel 1110, secondo gli Annales Sancti Albini Andegavensis, l'11 luglio; la figlia Eremburga gli succedette e subito dopo sposò il conte d'Angiò, Folco V il Giovane, riunendo così la contea del Maine con la contea d'Angiò.
I rapporti con la Normandia continuarono a essere conflittuali in quanto il duca di Normandia e re d'Inghilterra, Enrico I Beauclerc cercava di rientrare in possesso del Maine, che suo fratello, Roberto II di Normandia aveva perso, nel 1069, fino a che fu trovata una soluzione diplomatica, facendo fidanzare e poi sposare, nel 1119, Matilde, la figlia primogenita di Eremburga e Folco V d'Angiò con Guglielmo, l'unico legittimo figlio maschio ed erede di Enrico I Beauclerc, ma la morte di Guglielmo, nel 1120, vanificò il tentativo di pacificazione.
I rapporti tra gli Angiò e i Normanni, per via del Maine, divennero nuovamente tesi e Folco il Giovane si alleò al re Luigi VI di Francia contro Enrico I d'Inghilterra, ma si tentò nuovamente una soluzione diplomatica che Eremburga non poté vedere, perché morì nel 1126, lasciando il titolo di conte del Maine al marito, Folco V, che, rimasto vedovo, nel 1129, lasciò tutti i feudi francesi al figlio Goffredo "il Bello", si trasferì a Gerusalemme cove sposò Melisenda (1101 - † 1161), la figlia primogenita del re di Gerusalemme, Baldovino II.

## Discendenza
Eremburga a Folco V il Giovane diede quattro figli:
- Goffredo "il Bello" Plantageneto[14] (1113 - 1151), conte d'Angiò, di Tours, del Maine e duca di Normandia,
- Elia[14] (ca. 1115 - 1151), conte del Maine
- Alice (Matilde)[14] (ca. 1110-1155), moglie di Guglielmo Adelin (ca. 1103 – La Manica, 20 novembre 1120), erede del ducato di Normandia e del regno d'Inghilterra; poi fu badessa dell'Abbazia di Fontevrault (1149-1155),
- Sibilla[14] (ca. 1112-1165), sposò, nel 1123, Guglielmo Cliton. Il matrimonio fu annullato, nel 1124, et lei si risposò, nel 1139, con Teodorico di Alsazia, conte delle Fiandre.

### Fonti primarie
- (LA)  Orderici Vitalis, Historia Ecclesiastica, tomus II.
- (LA)  Orderici Vitalis, Historia Ecclesiastica, tomus unicus.
- (LA)  Recueil d´annales Angelines et vendômoises.
- (LA)  Chronica de Gesta Consulum Andegavorum, Chroniques d'Anjou.
- (LA)  Historia Rerum in partibus transmarinis gestarum.

### Letteratura storiografica
- Muratori L. A. Delle Antichità Estensi ed Italiane, Parte I.
- Louis Halphen, "La Francia dell'XI secolo", cap. XXIV, vol. II (L'espansione islamica e la nascita dell'Europa feudale) della Storia del Mondo Medievale, 1999, pp. 770–806.
- William John Corbett, "L'evoluzione del ducato di Normandia e la conquista normanna dell'inghilterra", cap. I, vol. VI (Declino dell'impero e del papato e sviluppo degli stati nazionali) della Storia del Mondo Medievale, 1999, pp. 5–55.
- William John Corbett, "Inghilterra, 1087-1154", cap. II, vol. VI (Declino dell'impero e del papato e sviluppo degli stati nazionali) della Storia del Mondo Medievale, 1999, pp. 56–98.